# 锡珀斯费尔德
锡珀斯费尔德是德国莱茵兰-普法尔茨州的一个市镇。总面积13.23平方公里，总人口1140人，其中男性572人，女性568人（2011年12月31日），人口密度86人/平方公里。